# Punk Junkies
Punk Junkies è l'ottavo album studio del gruppo Hardcore punk Charged GBH pubblicato nel 1996.

## Tracce
1. Intro
2. Junkies
3. Impounded
4. Harmony
5. Tokyo After Dark
6. Shakin' Hands With The Machine
7. Don't Drag Me Back
8. Break the Chains
9. Kangaroo Court
10. Stormchaser
11. Hole
12. Damn Good Time
13. Cryin' (On The Hard Shoulder)
14. Civilised
15. Lowering The Standard
16. Enzo
17. Outro

## Formazione
- Colin Abrahall  - voce
- Jock Blyth - chitarra
- Ross Lomas - basso
- Scott Preece - batteria